# Sabayon tunisien
Le sabayon tunisien est une spécialité culinaire tunisienne, généralement servie en dessert et accompagnée de fruits frais. Tout comme le sabayon italien, la variante tunisienne est une crème avec toutefois la particularité de ne pas inclure d'alcool, remplacé par de l'huile végétale et aromatisé d'eau de fleur d'oranger. Contrairement à la version italienne, le sabayon tunisien est uniquement servi frappé ou glacé.
Il est généralement décoré d'amandes ou de pistaches en poudre avant le service.